# 道の駅湯の香しおばら
道の駅湯の香しおばら（みちのえき ゆのかしおばら）は、栃木県那須塩原市にある国道400号の道の駅である。

## 施設
塩原温泉郷の玄関口に位置している。
- 駐車場（117台（身体障害者用5台含む））
- トイレ（男20、女12、身体障害者用2）
- 公衆電話
- アグリパル塩原
  - 農産物直売所
  - 風物語（喫茶コーナー）
  - 農村レストラン「関の里」
- 関谷郷土資料館（那須野が原博物館の付属施設。2019年3月31日閉館[1]）
- からくり時計

## アクセス
- 国道400号（湯の香ライン）
  - 栃木県道30号矢板那須線
- 那須塩原駅、西那須野駅よりJRバス関東塩原温泉行きで約22分、「アグリパル塩原」下車。
- 新宿駅、王子駅より高速バス「那須・塩原号」にて、「アグリパル塩原」下車。

## 周辺
- 栃木県道30号矢板那須線
- 栃木県道185号関谷上石上線
- 塩原ダム
  - もみじ谷大吊橋
- 塩原リッチランド